# 要塞砲塔加農砲 (日本軍)
要塞砲塔加農砲（ようさいほうとうかのんほう）は、大日本帝国陸軍が要塞に設置した、日本海軍から移管された（保管転換海軍砲）砲塔形式の加農砲である。
軍縮の結果として、「要塞再整理要領」で要塞砲に充当されることとなった海軍艦砲には、この新造戦艦用の主砲塔である砲塔四五口径四十糎加農 、廃棄される戦艦・巡洋戦艦からの移管砲を、呉海軍工廠で改修し陸軍に引き渡された。

## 概要
日露戦争後、帝国国防方針の策定による「要塞整理方針」により日本陸軍は、明治建軍以来の旧式化していた海岸要塞砲を更新し威力を増大するため「要塞整理要領」策定。更新用の新型要塞砲として、仮称砲塔35糎加農砲 (海軍の36cm砲に似する大口径加農砲) を呉海軍工廠に発注する準備を進めていた。
一方海軍では、1922年（大正11年）、ワシントン海軍軍縮条約の実施により、条約締結国は主力艦の保有数を制限することとなり、これに伴って日本でも多数の戦艦・巡洋戦艦等が廃艦や建造中止または他艦種へ転用となった。
日本海軍は、前主力艦 等、廃棄となる艦や、八八艦隊計画で建造中止となった 戦艦 加賀･土佐、巡洋戦艦 天城･赤城 等の主砲については、撤去・陸揚後に全量を保管するのは不可能であり、大部分は廃棄とせざるを得ない状況にあった。
同時期のこのような状況下で、陸軍の海岸要塞砲の更新を、廃棄の運命にある海軍の艦砲を転用することが陸海軍戦備・国家経済的にも大いに有利であることから、陸海軍間で協議が行われ「要塞再整理要領」が定められた。陸軍は新型大口径加農砲の製造を取り止め、利用可能な艦砲を海軍から移管することとなった（保管転換海軍砲）。

## 保管転換海軍砲
- 砲塔四五口径四十糎加農　　(実寸41cm)　　：海軍側名称：四五口径 三年式 四十糎砲
- 砲塔五十口径三十糎加農　　(実寸30.5cm)　：海軍側名称：五十口径 毘式[注釈 3] 三十糎砲
- 砲塔四五口径三十糎加農　　(実寸30.5cm)　：海軍側名称：四五口径（呉式・毘式・四一式）三十糎砲[注釈 4]
- 砲塔四五口径二十五糎加農　(実寸25.4cm)　：海軍側名称：四五口径（呉式・安式[注釈 5]・毘式・四一式）二十五糎砲[注釈 6]
- 砲塔四五口径二十糎加農　　(実寸20.3cm)　：海軍側名称：四五口径（四一式）二十糎砲[注釈 7]

陸軍技術本部が保管転換海軍砲となる大･中口径砲の事前調査を、一等海防艦周防（元･ロシア 前弩級戦艦 ポベーダ）の40口径25.4cm連装砲、前弩級戦艦朝日（敷島型戦艦 ）の40口径安式30.5cm連装砲にも行っているが、移管価値なしと判定している。ただし陸軍に引き渡された30.5cm砲弾の中には、四五口径三十糎用砲弾とは別に、敷島型戦艦前弩級戦艦用の四十口径三十糎砲弾も約750発含まれている。
海軍は、この「要塞再整理要領」による保管転換海軍砲と、八八艦隊建造開始前に行っていた整理と軍縮条約による廃艦により、大･中口径砲は、30.5cｍ・25.4cmが、兵器、弾薬とも状態が不良なものや、一部を除き陸軍に移管された。併せて、32cm砲・17cm砲も整理、新たに長門型戦艦用41cm砲、空母赤城、加賀や一等巡洋艦用の20cm砲が本格的に加わったが類別整理となった。
また、海軍は大量の廃艦から大量の15.2cm砲、14cm砲、12cm砲、7.6cm砲等の備蓄を持った。この備蓄砲が改修整備されて、後に太平洋戦争中に特設艦船や南方島嶼に設置されるのであった。

## 要塞整理要項
「要塞再整理第一期備砲着手順序」によると、
- 砲塔四五口径四十糎加農　：7基
- 砲塔五十口径三十糎加農　：2基
- 砲塔四五口径三十糎加農　：12基
- 砲塔四五口径二十五糎加農：7基

以上の28基が、大正12年度から大正23年度の12年間で計画されている。第二期以降の備砲整備により合計は40基以上のを企図いたとみられる。
改修を最小限にして、元々の艦砲と同様な形式で設置することとされた整備計画であるが、砲塔四五口径二十五糎加農には、連装と単装のものがあった。その単装砲塔（戦艦 香取・鹿島の中間砲）については、予備砲として具体的設置計画は無かったか、若しくは整備方針未定研究中であったようである。
この予備の砲塔四五口径二十五糎加農 単装を含め、その数は、合計60基ほどが引き渡す計画であったと見られる。

## 陸軍仕様への改修・設置
砲塔加農の引渡しのタイミングは、海軍工廠で砲塔･砲架･弾薬の撤去・揚陸後に、陸軍仕様へ改修・試射の後に引渡しとなり、その後に陸軍が運搬･据付行うこととなっていた。
撤去･揚陸作業は、呉海軍工廠と横須賀海軍工廠・佐世保海軍工廠・舞鶴要港部工作部で行い、砲塔の改修は呉海軍工廠が担当し、試射の後、陸軍へ引き渡された。
しかし実際には、撤去揚陸、即改修、完了後即搬出･運搬据付ではなく、陸軍側の要塞工事の予算、施工計画の都合によって、陸軍兵器本廠からの都度注文があってから改修に着手することになるため、兵器弾薬を工廠で撤去揚陸後、改修発令されるまでの間は空白の時間が発生することになる。海軍工廠には空白の時間に対応する保管スペースが無いことから、陸軍に対して軍港近くの陸軍用地において集積一時保管を願った。そして、工廠での改修終了の際には、試射完了後は速やかなる搬出を求めた。
陸軍は、これを了承し、横須賀の築城本部管理の要塞用地と、広島の似島にある陸軍運輸部管理地に、露天格納用地を準備した。

## 「保管転換海軍砲」作業従事 艦船
- 知床  (海軍 給兵艦 兼 給炭艦)　  　 ：長門型戦艦の主砲塔と砲身を運搬出来るように改造され、工廠間の砲塔運搬を行った[2]。
- 関東丸 (海軍運送船)　[注釈 12]　　    ：第1号砲塔である千代ヶ崎砲台用である旧･戦艦鹿島 前部主砲を、試射終了後、呉から横須賀に輸送。
- 蜻州丸  (陸軍 大型重量物揚陸運搬船)：今回の保管転換海軍砲支援のために新規建造。大型起重機[注釈 13] を装備し、海軍工廠より要塞砲を搬出し、要塞建材･機材等とともに運搬・揚陸、その他.サルベージ等に活躍した。

## 昭和8年「要塞修正計画要領」

### 兵器の進歩による防備戦術の変化
「要塞再整理要領」の要塞工事は順調に進行したが、その間に航空機や潜水艦による戦術的脅威が急速に高まり、求められる要塞戦備の在り方が大きく変化した。
対空防備、対潜水艦防備への比重変更は、要塞そのものの任務、存在理由が変わり、単純な備砲の変更だけでなく、個々の砲台の任務も対空防備、対潜水艦防備用に最適な地点に砲台の設置が必要であり、またもや、砲台位置選定からの検討が必要となり、再度の新設や統廃合へ計画変更が行われた。
そのため、昭和8年「要塞修正計画要領」が打ち出され、それに伴い、大口径加農砲の多くが設置中止となった。
こうして、現に陸軍保管用地で保管中である海軍工廠での改修待ちの砲塔加農が、今度は陸軍戦備の都合で、未改修のまま陸軍倉庫に未成品として残ることとなった。

### 内地･朝鮮等・既存要塞
多くの砲塔加農の設置を打切り、新規の水上砲戦用砲台の設置地点も白紙とされ、新たな対空防備、対潜水艦防備用に最適な砲台の設置のため、再度の統廃合が実施された。これにより、任務変更が生じた砲台から撤去された要塞砲の大部が、同時期に新たな要塞建築で重砲欲していたソ満国境に積極的に流用された。
昭和8年3月の修正計画要領によると、父島要塞の兵備計画策定に計画されて備砲が、七年式三十糎榴弾砲から九〇式二十四糎列車加農 2門に変更されている。また、宗谷臨時要塞の備砲にも九〇式二十四糎列車加農 2門が計画追加されている。これは、射程増大とともに、戦闘陣地変換複数陣地戦術戦、将来における戦略戦備順位変更による固定装備の砲塔加農より配置転移弾発性有利な可動砲への考慮も一因と考えられる。

### 満州要塞
この後、想定戦場が満州国境地帯に移り、陸軍は、ソ満国境に新設した国境守備隊の要塞砲台には、本土要塞の任務変更が生じた既存要塞に 対空･対潜水艦用に中小口径砲を新規投入し、遊兵と化す既存大口径要塞砲を玉突きで満州に捻出し、要塞砲の新規製造を抑えた。
国境要塞には、弾薬在庫は潤沢であるが、搬入難度が高く、改修工事担当が海軍工廠であり、工程が海軍の都合に大きく左右される保管転換海軍砲は、内陸の満州には持ち込まなかった。
そのため満州には、運用コストは高いが、陸軍独自で早期改修が可能であった試製四十一糎榴弾砲や、九〇式二十四糎列車加農を持ち込んでいる。
試製四十一糎榴弾砲には、砲塔四五口径四十糎加農と弾薬を共用でき、期待されるシベリア鉄道の新イマン鉄橋破壊効果を更に高めるために、被帽徹甲弾の炸薬量を増加し信管の一部改良した 改-被帽徹甲弾を開発し、既に富津射場で射撃試験を済ませてから渡満した。
昭和16年末、分解された試製四十一糎榴弾砲と、九〇式二十四糎列車加農は、東海道本線を経て鉄道輸送され、神戸港にて貨物船「辰福丸」に積載、大連港にて陸揚げされ、昭和17年1月には南満州鉄道上で組立と運行試験が行ったのち、虎頭要塞に配備された。
大東亜戦争が発生せず、更なるソ満国境要塞の建築や補強が続いていれば、その後の保管転換海軍砲 設置の可能性が無い訳ではないが、海軍工廠への改修工事発注であるため、海軍工廠の都合次第であり、実現にはかなりの時間と準備が必要である。
バーチャル戦記本に、戦争末期に虎頭要塞へ戦艦長門の40cm砲塔を持ち込む物語があるが、時間的にも、改修工事量、設置工事量的にも全く実現不可能であると言わざるをえない。

### 太平洋戦争
昭和10年には砲塔加農の改修を打切り、既に改修完了の砲塔四五口径四十糎加農・砲塔四五口径三十糎加農もあったが設置は見送られ、以後の設置は南方も含め皆無であった。
そして余剰ぎみとなった保管転換海軍砲も、時間があれば列車砲への転用候補素材である考えられていたが、予備砲身・備品・部品等保管継続の必要品もあったものの、状態不良品も出てきており、戦局の悪化から無用兵器の感が強くなり、用途見込み無い不要兵器・不要部品、の鉄源活用としてスクラップ化もされるものも出てきた。
戦争後期に本土決戦が近づくと、要塞に設置されている火砲も野戦用に転用を図ったが、大型で固定機力操作の砲塔加農は、移設は困難であり、専ら初期企画の海面射界であり、対上陸部隊戦には限定的戦力となるのは否めなかった。
強いて砲塔加農の意義をあげるならば、太平洋沿岸部で終末期に行われた水上艦艇による艦砲射撃を、要塞が存在することで抑止できたことぐらいであろう。

## 砲塔四十五口径四十糎加農

### 導入目的
砲塔四五口径四十糎加農は、最重要航路である朝鮮海峡に集中配備され、対馬北部、対馬北西部、対馬南部、壱岐北方、壱岐西部、巨済島、釜山港の7砲台が、「朝鮮海峡要塞系」の3要塞（対馬要塞･壱岐要塞･鎮海湾要塞）に別れて所属する計画であった。
これら大口径加農砲台間に相互連絡通信網による協調体制を作る意図はあったが、「朝鮮海峡要塞系」の3要塞の上級司令部を作るのか、先任司令部への配属関係にするのか、観測データの共有だったり、射光機照射連携だったりなのか、単なる海面区画割りだけなのか、詳細は不明である。
「朝鮮海峡要塞系」の3要塞の任務は、遠距離大口径水上砲戦だけの海峡封鎖防備だけでなく、壱岐要塞は佐世保要塞との港湾防備･沿岸防備の連携や、対馬要塞･壱岐要塞は下関要塞との港湾防備･沿岸防備や関門防備、そして鎮海湾要塞には、東京湾要塞･下関要塞同等の重大な港湾防備が求められる。鎮海湾要塞･東京湾要塞･下関要塞は陸側防備は必要ないが、対馬要塞･壱岐要塞は自らの離島防備自体の重要任務も持っていた。
離島防備任務は同様に海峡と海面双方を抱える奄美大島要塞･父島要塞･澎湖島要塞とは比にならず、そこに津軽要塞･下関要塞･由良要塞･豊予要塞以上の海峡防備を併せ持つ。そして鎮海湾要塞は、戦時に朝鮮半島南岸の麗水･木浦に設置の臨時要塞との沿岸防備連携の考慮も必要であるという、それぞれの要塞防備任務の内、最重要ではあるが多面任務の中の一つでしかなかったのである。
昭和8年「要塞修正計画要領」では、大陸への交通防備の「朝鮮海峡要塞系」に、3要塞（対馬要塞･壱岐要塞･鎮海湾要塞）に下関要塞を加えることで、対馬海峡西水道・対馬海峡東水道・壱岐水道を防備する「朝鮮海峡要塞系」4要塞とする構想に変化している。資料では壱岐水道に同一海面を持つ壱岐要塞小呂ノ島砲台と下関要塞筑前大島砲台との間に、直通電話が設置されたことが確認できる。また、壱岐水道防備海面連続性統一のため、佐世保要塞は平戸砲台を壱岐要塞指揮下に移す等の担当地域の調整が見られる。
そして何より、共通の海峡海面は、朝鮮軍（第20師団）と西部軍（第12師団）の隷下に跨っており、統一指揮下の要塞防備海面とするには広域過ぎ、平時はともかく戦時においても難しい問題である。そのため、海峡封鎖防備の戦略達成の司令部と、戦術達成のための設備という面の砲台連携と矛盾を含んでいる。砲塔四五口径四十糎加農の弾薬、備品だけを見ても補給廠を別々の軍に持たなければならなかった。そもそも朝鮮は外地なので法規的扱いも別になるし、単純に諸手続き・諸手当の問題をとっても難易度は高かった。

## 要塞別・他口径の砲塔加農
津軽要塞
- 大間崎砲台　　（砲塔四五口径三十糎加農 連装 1基、巡洋戦艦伊吹 前部主砲の転用：三十糎三号砲：昭和4年）
- 龍飛岬砲台　　（砲塔四五口径三十糎加農 連装 1基、⇒ 昭和8年「要塞修正計画要領」により設置中止）
- 尻屋崎砲台　　（砲塔四五口径三十糎加農 連装 1基、⇒ 昭和8年「要塞修正計画要領」により設置中止）

東京湾要塞
- 小原台砲台[注釈 22](砲塔四五口径二十五糎加農 単装 1基、縮射砲射撃のみ行う実習教材予定[注釈 23]  ⇒ すぐに計画中止）
- 千代ヶ崎砲台　（砲塔四五口径三十糎加農 連装 1基、戦艦鹿島 前部主砲の転用：三十糎一号砲：陸軍重砲兵学校の砲塔加農練習隊[注釈 24] の実習教材 兼 有事要塞防御 大正14年）
- 城ヶ島砲台　　（砲塔四五口径二十五糎加農 連装 2基、戦艦安芸 1号.2号中間砲の転用 昭和4年）
- 大房岬砲台　　（砲塔四五口径二十糎加農 連装 2基、巡洋戦艦鞍馬 1号.2号副砲の転用 昭和7年）
- 洲崎第一砲台　（砲塔四五口径三十糎加農 連装 1基、巡洋戦艦生駒 前部主砲の転用：三十糎五号砲：昭和7年）
- 三崎砲台　　　（砲塔四五口径三十糎加農 連装 2基、戦艦安芸 主砲の転用  ⇒ 昭和8年「要塞修正計画要領」により設置中止）
- 伊豆大島第一砲台(砲塔五十口径三十糎加農 連装 1基、戦艦摂津 前部主砲の転用⇒ 中止 ⇒⇒ 対馬要塞.竜ノ崎第二砲台へ変更）

豊予要塞
- 丹賀砲台　　　（砲塔四五口径三十糎加農 連装 1基、巡洋戦艦伊吹 後部主砲の転用：三十糎四号砲：昭和7年）

下関要塞
- 蓋井島第一砲台（砲塔四五口径三十糎加農 連装 1基、⇒ 昭和8年「要塞修正計画要領」により設置中止）
- 筑前大島砲台　（砲塔四五口径二十五糎加農 連装 1基、⇒ 昭和8年「要塞修正計画要領」により設置中止）

対馬要塞
- 竜ノ崎第一砲台（砲塔五十口径三十糎加農 連装 1基、戦艦摂津 後部主砲の転用 昭和4年）
- 竜ノ崎第二砲台（砲塔五十口径三十糎加農 連装 1基、戦艦摂津 前部主砲の転用 昭和11年：東京湾要塞 伊豆大島第一砲台設置中止により開設）

壱岐要塞
- 的山大島砲台　（砲塔四五口径三十糎加農 連装 1基、戦艦鹿島 後部主砲の転用：三十糎二号砲：昭和4年）

佐世保要塞
- 江ノ島砲台　　（砲塔四五口径三十糎加農 連装 1基、⇒ 昭和8年「要塞修正計画要領」により設置中止）
- 志々岐砲台　　（砲塔四五口径二十五糎加農 連装 1基、⇒ 昭和8年「要塞修正計画要領」により設置中止）

旅順要塞
- 老虎第二砲台　（砲塔四五口径三十糎加農 連装 1基、⇒ 昭和8年「要塞修正計画要領」により設置中止）

未改修在庫
その他、以下の分が陸軍仕様に未改修のまま陸軍に引き渡された。
- 戦艦摂津　　：舷側砲　（砲塔四五口径三十糎加農 連装 4基）
- 戦艦安芸　　：主砲　　（砲塔四五口径三十糎加農 連装 2基）[注釈 25]
  - 　　　　 ：中間砲　（砲塔四五口径二十五糎加農 連装 4基）
- 戦艦香取　　：主砲　　（四五口径三十糎砲 連装 2基）
  - 　　　 　：中間砲　（四五口径二十五糎砲 単装 4基）
- 戦艦鹿島　　：中間砲　（砲塔四五口径二十五糎加農 単装 4基）
- 巡洋戦艦鞍馬：主砲　　（砲塔四五口径三十糎加農 連装 2基）
  - 　　　 　：副砲　　（砲塔四五口径二十糎加農 連装 2基）
- 巡洋戦艦伊吹：副砲　　（砲塔四五口径二十糎加農 連装 4基）
- 巡洋戦艦生駒：後部主砲（砲塔四五口径三十糎加農 連装 1基：三十糎6号砲：陸軍仕様改修済）

## 海軍所属の砲　（口径15.2cmを超える砲について）
海軍の所属であるが、保管転換海軍砲と同様の趣旨で、軽巡最上型より改装時に撤去された60口径三年式15.5cm砲の陸上配置が、確認されている。
- 呉警備隊 冠崎 防空砲台[注釈 28]　　：3連装砲塔 1基[注釈 29]　 ＊昭和19年11月発令時：単装 2門 ⇒ 3連装砲 1基に変更(昭和20年1月)[注釈 29]
- 呉警備隊 鍋山 防空砲台[注釈 30]　   ：単装 1基[注釈 31]　　　　＊昭和19年11月発令時：単装 2門 ⇒ 単装 1基に変更(昭和20年1月)[注釈 31]
- 佐世保警備隊 古里 防空砲台[注釈 32]：単装 4基[注釈 33]
- 横須賀警備隊 鴨居 砲台[注釈 29][注釈 34]：単装 2門[注釈 35]
- 呉警備隊 城山又は新宮 防空砲台[注釈 31] ：単装 1基[注釈 31]　　　　＊昭和19年11月発令 ⇒ 昭和20年1月 中止[注釈 31]

　＊ 他にも呉海軍工廠で製造中に米軍の爆撃により転倒している写真なども確認されている。
※ その他の口径の砲：
- 横須賀警備隊 鴨居 砲台[注釈 29][注釈 34]：20cm 単装砲 1門     ：米軍資料[4] にある。この砲の出処は不詳である。[注釈 38]
- 海軍兵学校 江田島本校[注釈 39]　    ：41cm砲 連装 1基[注釈 40]：教材として、昭和10年の改装で降ろされた戦艦陸奥の4番連装砲塔[5][注釈 41][6][注釈 42]。

※ 呉警備隊 亀ヶ首 砲台 ：36cm 単装 3門 が、昭和19年11月に新配備下令の資料 があるが、その後に中止や、配備完了･引渡しの記録は見当たらない。
※ 現存する40cm砲 4門：呉市海事歴史科学館 (大和ミュージアム)・ 横須賀 ヴェルニー公園・長野県 聖博物館・岡山県 日植記念館 (津山海軍記念館)、は、いずれも戦後の陸奥引揚時に獲られた展示品である。
※ 「記念艦三笠」 ：40口径30.5cm連装砲塔 1基：甲板上の前後主砲は木製ダミーであった。撤去された主砲が現在の三笠売店付近に移設・展示された。海軍の手を離れ三笠保存会に移っているので、射撃は不可能なはずである。敗戦後に盗まれ、失われた。
※ マーシャル・ギルバートに移設された8インチ砲 4門：昭南より鹵獲した英軍 8インチ砲 4門 を移設したというもの。事実は無くウワサ、伝説。